# Euploea rothschildiana
Euploea rothschildiana är en fjärilsart som beskrevs av Gustaaf Hulstaert 1923. Euploea rothschildiana ingår i släktet Euploea och familjen praktfjärilar. Inga underarter finns listade i Catalogue of Life.